# Maladera weligamana
Maladera weligamana är en skalbaggsart som beskrevs av Brenske 1900. Maladera weligamana ingår i släktet Maladera och familjen Melolonthidae. Inga underarter finns listade i Catalogue of Life.